# Krysten Ritter
Krysten Alyce Ritter (Bloomsburg, 16 december 1981) is een Amerikaans actrice en voormalig Elite Model-fotomodel. Ze werd in 2012 genomineerd voor een Teen Choice Award voor haar rol als Chloe in de komedieserie Don't Trust the B---- in Apartment 23. Ritter maakte in 2001 haar film- en acteerdebuut met een naamloos rolletje in Someone Like You... en kreeg later omvangrijkere rollen in onder meer 27 Dresses en Confessions of a Shopaholic. Ritter debuteerde in 2017 als schrijfster met het boek Bonfire.

## Filmografie
*Exclusief televisiefilms
- Sonic the Hedgehog 3 (2024)
- Nightbooks (2021)
- El Camino: A Breaking Bad Movie (2019)
- The Hero (2017)
- Big Eyes (2014)
- Search Party (2014)
- Asthma (2014)
- Veronica Mars (2014)
- Listen Up Philip (2014)
- Refuge (2012)
- Vamps (2012)
- BuzzKill (2012)
- Margaret (2011)
- L!fe Happens (2011)
- Killing Bono (2011)
- How to Make Love to a Woman (2010)
- She's Out of My League (2010)
- Confessions of a Shopaholic (2009)
- What Happens in Vegas... (2008)
- 27 Dresses (2008)
- Frost (2008)
- Heavy Petting (2007)
- Slingshot (2005)
- Mona Lisa Smile (2003)
- The Look (2003)
- Garmento (2002, aka Threads)
- Someone Like You... (2001)

## Televisieseries
*Exclusief eenmalige gastrollen
- The Defenders - Jessica Jones (2017, acht afleveringen)
- Jessica Jones - Jessica Jones (2015-2019, 39 afleveringen)
- Don't Trust the B---- in Apartment 23 - Chloe (2012-2013, 26 afleveringen)
- Gravity - Lily (2010, tien afleveringen)
- Breaking Bad -Jane Margolis (2009, acht afleveringen)
- Woke Up Dead -Cassie (2009, 22 afleveringen)
- 'Til Death (2006-2007, vijf afleveringen)
- Gilmore Girls -Lucy (2006-2007, acht afleveringen)
- Veronica Mars -Gia Goodman (2005-2006, acht afleveringen)
- The Bedford Diaries -Erin Kavenaugh (2006, twee afleveringen)
- Tanner on Tanner - Verkoopster (2004, twee afleveringen)